# Der Sterne Tennisbälle
Der Sterne Tennisbälle (Originaltitel: The Stars’ Tennis Balls) ist ein satirischer Roman des britischen Schauspielers und Schriftstellers Stephen Fry, der 2000 erstmals veröffentlicht wurde und in deutscher Übersetzung von Ulrich Blumenbach 2001 im Aufbau Verlag erschien.

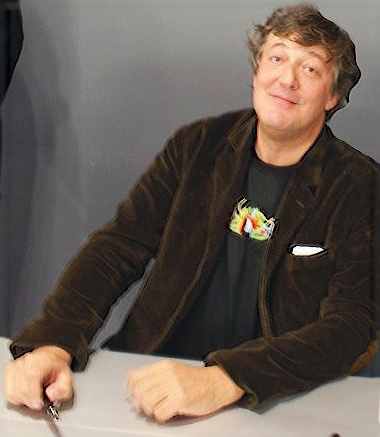
Stephen Fry beim Signieren von Büchern, 2009

## Titel
Fry verwendet ein Teilzitat John Websters über die Ohnmacht des Individuums gegenüber dem Schicksal, „Wir sind nur der Sterne Tennisbälle, aufgespielt, Gewechselt, wie es ihnen paßt“, aus dessen Stück Die Herzogin von Malfi als vorgestelltes Motto und titelgebende Phrase. Im Buch selbst legt er das Zitat dem väterlichen Freund Neds, Babe, in der Irrenanstalt in den Mund.

## Inhalt
Die Handlung, die gewissermaßen eine Hommage und zudem auch Aktualisierung des Stoffes Der Graf von Monte Christo von Alexandre Dumas d. Ä. darstellt, spielt zunächst 1980 im Vereinigten Königreich.
Der Held der Geschichte, der kurz vor dem Collegestudium stehende Ned Maddstone, Inbegriff der jugendlichen Zukunftsträume der britischen Oberschicht, scheint vom Schicksal rundum begünstigt zu sein. Er sieht gut aus, ist charmant, witzig und geistreich, besitzt den richtigen Upperclass-Akzent, ist eine wahre Sportskanone im Cricket und scheinbar beliebt bei jedermann. Hinzu kommt die richtige Herkunft mit einem Vater im Unterhaus in der Nähe des Ministeriums und die Liebe seiner schönen und intelligenten Freundin Portia Fendeman.
Doch Ned verkennt, dass ihm derartiges Glück auch unversöhnliche Neider einbringt: „Als Liebender gehörte man zu einer vom Schicksal begünstigen Gruppe. Ned hätte sich nie träumen lassen, daß er je solche Lust daran entwickeln könnte, einfach nur er selbst zu sein. Seine Sportlichkeit, seine Attraktivität, seine Gutmütigkeit, seine Beliebtheit – nichts davon hatte ihm je besondere Befriedigung verschafft, wenn überhaupt war ihm dies peinlich. Als Liebender […] platzte er jedoch dermaßen vor Stolz, daß er sich kaum wiedererkannte“.
Gegen ihn hat sich folglich ein gefährliches Trio verschworen. Geistiger Anführer ist der komplexbeladene soziale Aufsteiger Ashley Barson-Garland, der an Ned vor allem dessen joviale Gutmütigkeit ihm gegenüber und die Tatsache hasst, dass er zufällig durch das Lesen von Barson-Garlands Tagebuch hinter die Fassade schauen konnte. Außerdem beneidet er Ned dafür, dass dieser all das hat, was Ashley jemals wollte – obwohl ihm Ned eine Referentenstelle bei seinem Vater verschafft hat. Mit Rufus Cade, einem drogensüchtigen Bonvivant, den Ned als Mannschaftskapitän einst aus der A-Cricketmannschaft genommen hat, ergibt sich der zweite Verschwörer im Bunde. Gordon Fendeman, Portias Vetter, rundet schließlich das Trio ab, ist er doch selbst in seine Cousine verliebt.
Als Ned bei einem Segeltörn der Schule in der Irischen See einen letzten Brief des sterbenden Segellehrers an sich nimmt, ahnen er und die Leser nicht, dass dies ein noch schlimmeres Unheil für ihn bedeuten wird. Doch kurz nach der Heimreise aus Schottland haben die drei Mitschüler ihre Falle bereits gestellt: Heimlich haben sie ihm Marihuana in die Jacke gesteckt. Gerade als er den Brief bei der angegebenen Adresse abliefern will, wird er von Drogenfahndern verhaftet – und verschwindet spurlos. Derart spurlos und unwiederbringlich, dass es selbst das Trio verwundern muss. Was lange Zeit niemand ahnt, ist die doppelt verhängnisvolle Fügung des Schicksals, dass Neds Vater mit einem Sonderbeauftragten der Regierung zur Vertuschung derartiger Affären aus Reihen des Geheimdiensts regelrecht den Bock zum Gärtner gemacht hat.
Denn Oliver Delft hat buchstäblich selbst Leichen im Keller und der gefundene Brief entpuppt sich als derjenige eines alten IRA-Kuriers an die eigene Mutter, deren Vergangenheit als Tochter eines hingerichteten irischen Feniers aufgrund mehrmaliger Heirat und Auslandsaufenthalte selbst dem Secret Intelligence Service und dem Security Service verborgen blieb. Eine Offenlegung dieses Briefes würde also seine eigene Karriere beenden. Raffiniert verwischt er alle Spuren, schiebt seine Mutter erst aufs Land und später als dement in ein Altenheim ab, sowie Ned unter dem Einfluss von Drogen als verrückt in ein schwedisches Irrenhaus, das sich auf einer entlegenen Ostseeinsel befindet und das schon mehrfach dem britischen Geheimdienst gute Dienste geleistet hat. Der Öffentlichkeit gegenüber täuscht er eine Entführung durch die Provisional IRA vor.
Während seine alten „Freunde“ ihn schnell vergessen, ihrerseits alle Karriere machen sowie Gordon und Portia, die ihn doch nie vergessen wollte, ein Paar werden, schmachtet Ned wie sein literarisches Vorbild Edmond Dantès ausbruchsicher zwar nicht im Gefängnis, aber doch auf einer Insel im Irrenhaus in der Obhut des diabolischen Dr. Mallo.
Nach unendlicher, für ihn kaum zu erfassender Zeitspanne des Medikamenten- und Drogenrausches in der Einzelhaft gelingt es ihm, seinen Pflegern den Zusammenbruch vorzuspielen und die Medikamente nicht mehr einzunehmen. Dank der unfreiwilligen Hilfe einer sozialen Organisation, die sich dafür ausspricht, dass er Kontakt zu anderen englischsprachigen Patienten erhält, kommt er erstmals zehn Jahren in den allgemein zugänglichen Aufenthaltsraum.
Dort macht er am Schachbrett die Bekanntschaft des schon seit 1969 einsitzenden Babe. Dieser gibt vor völlig den Verstand verloren zu haben, ist aber in Wirklichkeit ein ehemaliger britischer Geheimdienstagent, den man seinerseits nach einem geplanten Enthüllungsbuch hierhin abgeschoben hat. Der extrem intelligente Babe macht es sich nun zur Aufgabe den Geist des völlig demoralisierten 27-Jährigen, der mit seinen inzwischen an den Schläfen ergrauten Haaren zehn bis 20 Jahre älter aussieht, in positiver Hinsicht zu formen, ihm das Schachspiel in Perfektion und all seine eigenen Kenntnisse der Logik wie z. B. Ockhams Rasiermesser oder Zenons Paradoxon des Haufens als Vermächtnis beizubringen. „Gewandtheit ist gleich Notwendigkeit mal Zuversicht durch Zeit“, lautet dabei Babes Motto. Vor allen Dingen schult er Neds Blick auf sein eigenes Schicksal, um die Ursache für dieses Elend herauszufinden. Als Ned nach weiteren acht Jahren die wahren Schuldigen für sein Schicksal dank der psychologischen Fähigkeiten und der Geheimdienstkenntnisse ausmacht, gibt es für ihn nur noch den Ausbruch aus der Klinik und die Rache. Da Babe ahnt, dass er dies gesundheitlich nicht schaffen wird, gibt er ihm noch die Geheimnummern von Bankkonten mit, die er einst mit Geheimdienstmitteln angelegt hatte.
Wie der Graf von Monte Christo gelangt Ned als Leiche seines Freundes von der Insel und beginnt nun dank der sich als unermesslich entpuppenden Geldmittel von 324 Millionen Pfund von Deutschland aus ein Firmenimperium als mysteriöser Simon Cotter im Internetzeitalter aufzubauen, das ihm gleichzeitig die Gunst der Medien und das Interesse der Öffentlichkeit und Mächtigen verschafft. Nur so kann er die Habgier seiner einstigen Freunde bzw. Feinde erfolgreich gegen sie wenden.
Ashley, nun mächtiger politischer Strippenzieher im Hintergrund, lädt er ein privatwirtschaftlich bei der Eindämmung der Computerkriminalität und Pornographie eine Überwachungshardware zu organisieren, um ihn dann über einen Internet-Sexskandal stolpern zu lassen und in den Selbstmord zu treiben. Den ebenfalls in der Internetbranche tätigen Rufus hetzt er auf Umwegen über „gefundenes“ Rauschgift die Mafia auf den Hals, die ihn lebendig zerstückelt. Oliver Delft zwingt er dazu wie die Portia in William Shakespeares Drama Julius Cäsar glühende Kohlen zu schlucken, anstatt seinen Lebensabend im Irrenhaus zu verbringen. Gordon, der im Fair-Trade-Geschäft ein Geschäftsimperium aufgebaut hat, stirbt an einem Herzinfarkt, nachdem Ned ihn als skrupellosen Enteigner und Vergewaltiger demaskiert hat.
Doch am Ende vermag er – im Gegensatz zum Vorbild – ausgerechnet die Liebe Portias nicht wieder zurückzuerringen und kehrt desillusioniert und dem Wahnsinn nahe auf die schwedische Insel zurück, „wo Babes Geist zu ihm kommen und ihn weiter unterweisen würde“.

## Erzähltechnik und Sprache
Frys Erzähltechnik ist polyperspektivisch und berichtet aus der Perspektive aller sechs Protagonisten überwiegend in der dritten Person. Ausnahmen sind jene Kapitel, in denen sich Fry des Stilmittels des klassischen Brief- oder Tagebuchromans bedient. Mit einem Briefzitat des ersten Liebesbriefes, den Ned auf der Überfahrt zerreißt und über Bord wirft, endet auch der Roman.
Die Sprache passt sich der jeweiligen Gegebenheit an und wird zum Teil recht sarkastisch, wenn es um die Umschreibung von Abscheu geht. Als Beispiel mag daher ein Dialogausschnitt zwischen Philippa und Oliver Delft dienen: „Ich konnte den Stuhl nicht halten, als du zur Welt kamst […]. Lange Jahre habe ich mich gefragt, ob die Hebamme vor lauter Aufregung das Kind weggeworfen und die Scheiße eingewickelt und mir an die Brust gelegt hat. Jetzt bin ich sicher.“
Die stets präsente Gesellschaftskritik am Establishment scheint auch durch, wenn Fry sich die ehemaligen Verschwörer einschätzen sieht: „Dünkel, Ehrgeiz und schlechte Seife hatten sich, wie Oliver feststellte, in Ashleys Züge ähnlich tief eingegraben, wie in der Blütezeit des Empire Gin und Tropensonne ihre Spuren in den Gesichtern hinterlassen hatten.“
Darüber hinaus benutzt Fry als Mitglied der Oberschicht und Cambridge-Absolvent zahlreiche Zitate aus der Literatur, die nicht unbedingt dem deutschen Bildungskanon entsprechen.
Nicht nur bei der Handlung bedient sich Fry, selbst die Namen und Situationen geben Parallelen. Aus der Verstrickung in die Intrigen um Napoleon Bonaparte wird jene in die der IRA, aus Edmond Dantès als Anagramm Ned selbst, aus dem Abbé wird Babe. Ein weiteres Anagramm ist der Name des Schiffes: die „Pharaon“ Dumas wird zur Orphana. Die Namen der Schurken ähneln nicht von ungefähr denjenigen des älteren Vorbilds: Rufus Cade, Garland, Gordon Fendeman und Oliver Delft können ihre Verwandtschaft zu Caderousse, Danglars, Fernand Mondego und de Villefort kaum leugnen. Manche Rezensenten sahen im Sanatorium Ähnlichkeiten mit Thomas Manns Der Zauberberg, in der Vita Babes mag man auch Parallelen zu der Figur des von Sean Connery verkörperten John Patrick Mason im Film The Rock – Fels der Entscheidung wahrnehmen – aber selbst diese Figur ist Dumas entlehnt. Hingegen könnten Mercedes und Portia als „automobile“ Kalauer durchgehen, da der Frauenname in der englischen Sprache ähnlich wie Porsche klingt. Albert Fendemen ist hingegen ein Homonym von Albert de Morcerf.

## Rezeption
Susanne Balthasar fühlte sich zwar gut unterhalten, befand aber die Personen zu eindimensional beschrieben. „Die gelungene konzeptionelle und akademische Akrobatik hat das Erzählen erdrückt.“ Trotzdem sei das Ergebnis spannend, die Konstruktion der Handlung „kristallklar“ und komplex. „In Zeiten, in denen der Abenteuerroman aus der Mode gekommen ist und das Verschwinden der Geschichten beklagt wird, ist eine solch wahnwitzige Handlung schon fast dreist“.
Frank Schäfer sah das Werk als Kolportageroman an, der so geschickt konstruiert sei, dass man nicht sofort die literarische Vorlage erkenne. Das amüsante Buch, das sich in „literarischen Detektivspielen“ übe, lade daher zum „intertextuellen Rätselraten“ ein und zum Querlesen von Alexandre Dumas’ Roman.
Joachim Scholls Urteil war eindeutig positiv: „Fry klaut Altvater Dumas tantiemenfrei die komplette Geschichte, ändert die Namen, verlegt die Handlung ins England des 20. Jahrhunderts und liefert einen blitzsauberen, hochspannenden Roman ab, der als einer der dreistesten und gelungensten Plagiate seinen Rang nicht nur in der englischsprachigen Literaturgeschichte einnehmen dürfte […] das Schlitzohr Stephen Fry hat die literarhistorische Novität, die Alexandre Dumas seiner Zeit in die Welt setzte, in ihrer Modernität klar erkannt. Der Graf von Monte Christo ist der erste literarische Held, der durch die reine Kraft des Geldes triumphiert. Edmond Dantès vernichtet seine Gegner nicht mit der Waffe in der Hand, sondern indem er sie ruiniert. […] Nach diesem Roman nimmt man sich vor, ein besserer Mensch zu werden.“
„Für alle, die an der Gegenwartsliteratur das Fehlen packender Handlung beklagen, ist Stephen Frys neuer Roman die überfällige Antwort.“
„Ein Feuerwerk aus Slapstick und urkomischen Dialogen.“ (Hamburger Abendblatt)
Tina Manske fand das Werk gleichermaßen lobenswert wie erschreckend: „So macht Fry den Klassiker zu einem postmodernen Mediendrama, in dem auch Shakespeare seine ausführliche Erwähnung findet. Was als amüsante Satire auf die englische Gesellschaft beginnt, verwandelt sich zusehends in einen Thriller, und man ist als Leser manchmal beinahe erschrocken, wie stringent Fry das Drama entwickelt und zu Ende führt. Bei den Grausamkeiten, die Ned Maddstone seinen Feinden zufügt, hilft zuweilen selbst Frys Humor nicht mehr: Man muss sich vor diesem Racheengel mächtig fürchten.“

## Ausgaben
- The Stars' Tennis Balls. London: Hutchinson 2000. ISBN  0-09-180151-6
- Der Sterne Tennisbälle. Aufbau Verlag, Berlin 2001, ISBN 3-351-02929-2
- Der Sterne Tennisbälle. Aufbau-Taschenbuchverlag, 3. Auflage Berlin 2003, ISBN 3-7466-1922-X

Hörbuch
- Der Sterne Tennisbälle. Gelesen von Joachim Kerzel. 4 CDs Der Audio Verlag 2003, 225 min., ISBN 978-3-89813-227-5